# 30418 Якобштайнер
30418 Якобштайнер (30418 Jakobsteiner) — астероїд головного поясу, відкритий 1 червня 2000 року.
Тіссеранів параметр щодо Юпітера — 3,310.